# Vratji Vrh
Vratji Vrh – miejscowość w Słowenii w gminie Apače.